# Tyto sororcula almae
Tyto sororcula almae — хищная птица семейства сипуховых, обитающая на территории острова Серам в Индонезии. Сова названа в честь дочери одного из главных исследователей, Джонссона, Алмы Джонссон как своеобразное извинение за то, что отец отсутствовал дома из-за своих исследований. Первоначально считалась отдельным видом, но после дополнительных исследований была причислена к подвиду малой масковой сипухи.
Одна из особей была поймана в феврале 2012 г. на высоте 1350 метров в национальном парке Манусела во время экспедиции, организованной Музеем естественной истории Дании (SNM) и Индонезийским институтом наук (LIPI). Возможно, подвид очень редкий — за четыре недели наблюдения была замечена только одна птица.
Первая фотография подвида (в то время неописанного) была сделана ещё в 1987 г. исследователями Руди Бадиль и Сакьянто Лусли.

## Описание

### Внешний вид
Длина крыла типового экземпляра — 252 мм, торса — 63,6 мм, хвоста — 116 мм; длина клюва от основания черепа — 37,4 мм, ширина клюва у основания — 16,1 мм, средняя ширина клюва — 13,7 мм. Масса совы — 540 г.
Лицевой венчик цвета светло-розовой корицы, притемнённый к области глаз, с короткими перьями, не прикрывающими ушную впадину (возможно, следствие тяжёлой линьки), и кольцом из рыже-оранжевых, с тёмными полосками, перьев вокруг головы. Оперение темени, затылка, мантии и верхней части крыльев — охристо-оранжевое; каждое перо — со светлым пятном, хорошо заметным у тёмного конца. Большие кроющие и маховые перья крыльев также оранжево-рыжие, с чёткими тёмными поперечными полосами и редкими пятнами между ними. Лицевая сторона рулевых перьев также схожа по цвету и окрашена в рыжевато-коричневый оттенок с пятью тёмными полосками, каждая 5—8 мм шириной, с небольшим количеством пятен.
Вся нижняя часть, включающая внутреннюю сторону крыльев, жёлто-охристая, с основным белым цветом и маленькими округлыми пятнышками на большей части груди и живота; лапки покрыты жёлто-рыжими перьями от основания до пальцев. Радужка глаза тёмно-коричневая, клюв бледный. Ноги розовато-серые, с блеклыми серыми когтями.

### Голос
Все записанные во время поимки птицы сонограммы впоследствии сравнивались с голосами других сипух, в частности с Tyto javanica. Однако поскольку вокализация сов рода Tyto плохо документирована, и многие из них издают самые разнообразные по значению крики, визги и скрипы, на данный момент уверенности в правильном сопоставлении и сравнении нет. Требуется тщательная проверка на основе дополнительных звуковых данных.
Крики Tyto soroscula almae похожи на голоса T. sororcula cayelii, T. s. sororcula и Австралийской сипухи. Они явно ниже тоном, чем у T. alba (deroepstorffi с Андаманских островов и
stertens из Индии).

## Распространение

### Ареал
Эндемик острова Серам в Индонезии.

### Места обитания
Сова была поймана в мшистом горном лесу на высоте 1350 метров, в небольшой прогалине с оползнем, примерно 50 метров в ширину и 100 метров в длину. Окружающий лес около 15 метров в высоту, характеризуется покрытосеменными Буковыми (в основном подвид Каштанника Castanopsis buruana и разновидности Lithocarpus) и Миртовыми (преимущественно род Сизигиум), голосеменными Подокарповыми, а также древовидными папоротниками, ротангом, бамбуком, вьющимися растениями, эпифитами и мохообразными.

## Питание
На данный момент не изучено.